# 프란체스코 도나토

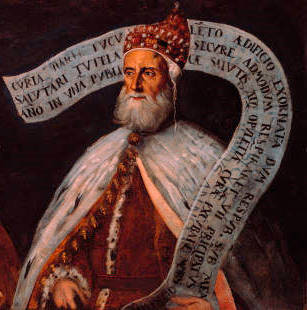
도메니코 틴토레토 작의 프란체스코 도나토의 초상화.

프란체스코 도나토(Francesco Donato)는 1545년부터 1553년까지의 베네치아 공화국의 도제이다.
그는 조반나 다 물라( Giovanna Da Mula), 알리차 주스티니아니와 혼인했다.